# Хиляк Володимир
Володи́мир Хиля́к (літературні псевдоніми: Єронім Анонім, В. Нелях, Лемко Семко та ін.; 27 липня 1843, с. Верхомля Велика, тепер Новосондецького повіту, Польща — 25 червня 1893, с. Літиня) — український письменник та етнограф родом із Лемківщини, священник Української греко-католицької церкви.

## Життєпис

Володимир Хиляк

Володимир Хиляк народився 15 (27) липня 1843 в селі Верхомля Велика Новосондецького повіту на Лемківщині в родині священника. Коли йому виповнилося два роки — померла мати. Після закінчення сільської школи вступив до 6-класної гімназії у Новому Сончі, а у 7 клас гімназії — у Пряшеві, де здав матуру. Надалі, підтримуючи родинну традицію, посвятив себе богословським студіям.
Перші три роки богословського факультету закінчив у Львівському університеті, а четвертий рік у Єпархіальному інституті в Перемишлі.
Після закінчення студій одружився з дочкою священика Дуркота, пароха в Ізбах — Анелею і 1866 року був висвячений перемишльським єпископом Томою Полянським та призначений парохом у село Долини біля Шимбарка. Через два роки перейшов у село Ізби, але незабаром переїхав на парафію в село Бортне недалеко від Горлиць, де пробув 20 років. Останні два роки працював у селі Літиня під Дрогобичем. Там і помер 13 (25) червня 1893 року. Похований на місцевому цвинтарі.
Хиляк був багатодітним сім'янином, мав восьмеро дітей (Іполит, Володимир, Мирослав, Віктор, Софія, Любов, Надія, Віра).

## Творчість
Постійно вивчав життя селян, записував їх народні пісні, вірування. 1864 року виступив зі статтею «Із крайнє західної Русі». Незабаром вийшла його етнографічно-фольклорна праця «Весільні звичаї у лемків» (1866). Перша повість «Польський патріот» (1872) вивела автора на літературну ниву. Надалі його ім'я не сходить зі сторінок галицьких часописів.
1873 року вийшов твір «Повість на часі». Новим кроком у літературній творчості була повість «Шибеничний верх» у двох частинах, в якій розповідається про навалу польських конфедератів. Повість надруковано у «Слові» в 1877—1878 роках. Це, на думку критиків, один із найкращих літературних творів письменника-лемка. Повість має велику історичну цінність, як документ епохи. Основна вартість в тому, що автор зумів правдиво змалювати картини народного побуту. Просто і нескладно змалював рідну Лемківщину, її природну красу.
На початку 1880-х років Хиляк створив літературне полотно про життя лемків — повість «Руська доля».
Обидві повісті — «Шибеничний верх» і «Руська доля» — друкувалися в «Нашому слові» у 1968, 1972—1973 роках.
Написав низку гумористичних оповідань із селянського життя — «Лихо на світі», «Сипкова поляна», «Гумор у лемків» та інші.
Про незвичайну працездатність письменника свідчить той факт, що вже 1882 року у Львові вийшли з друку три томи його творів, а 1887 року — четвертий том. Перший том — це повість «Шибеничний верх», другий — повісті «Руська доля», «Послідні із рода», «Потяг сердець» і «Лихо на світі»; третій — повісті «Польський патріот», «Смерть і жена — від Бога», «Повість на часі», «Супружество і чотири факультети», "Великий перекинчик; четвертий — «Блаженної пам'яті дяк», «Риби», «Поштовий ріжок», «Клара Мислич», «Упрямі старики», «Кусок людського життя».
Як письменник заслужив щиру повагу і визнання в середовищі лемків.

## Твори
Автор наступних повістей та оповідань «Польський патріот» (1872), «Повісті на часі» (1873), «Шибеничний верх» (1877—1878), «Руська доля»; етнографічно-фольклорної праці «Весільні звичаї у лемків» (1866).